# Prokljuvani (miasto Čazma)
Prokljuvani – wieś w Chorwacji, w żupanii bielowarsko-bilogorskiej, w mieście Čazma. W 2011 roku liczyła 49 mieszkańców.